# 435127 Virtelpro
435127 Virtelpro è un asteroide della fascia principale. Scoperto nel 2007, presenta un'orbita caratterizzata da un semiasse maggiore pari a 1,8818102 au e da un'eccentricità di 0,0782066, inclinata di 20,48028° rispetto all'eclittica.
È dedicato al progetto astronomico italiano Virtual Telescope Project.